# 랩소디 (운영 체제)
랩소디는 애플 컴퓨터가 넥스트 사를 사들인 이후 개발하고 있던 새로운 세대의 운영 체제에 주어진 코드네임이다. 이 운영체제는 오픈스텝 운영체제의 파워 매킨토시 포팅과 맥 OS와 유사한 그래픽 사용자 인터페이스, 퀵타임과 애플서치등의 일부 맥 OS 컴퍼넌트 포팅 등이 주를 이뤘다. 랩소디는 맥 OS 8을 "블루 박스" 에뮬레이션 레이어에서 돌릴 수도 있다.

## 역사
랩소디는 1997년 WWDC에서 처음 공개되었다. 그 후 인텔 x86이나 파워PC용으로 두번의 개발자 릴리즈를 내놓은 후, 맥 OS X 서버 1.0과 비슷한 "프리미어" 버전이 출시되고, 1998년 2분기에 완전한 "유니파이드" 버전이 출시될 것이라고 했다. "유니파이드" 버전은 아주 다른 운영체제인 맥 OS와 랩소디의 모든 기능을 통합해서 출시할 예정이어서 다음 릴리즈의 기능을 예상하기 어렵게 되었다. 1998년 맥월드 엑스포에서 스티브 잡스는 랩소디가 맥 OS X 서버 1.0으로 출시될 것이라고 했고, 랩소디의 가정용 버전을 출시되지 않을 것이라고 했다. 랩소디의 소스 코드는 맥 OS X가 기반한 오픈 소스 운영 체제 다윈에 스며들었다.

## 디자인
이 운영체제의 특징은 마하 마이크로커널, BSD 운영체제 레이어, 오픈스텝 기반 옐로 박스, 클래식 맥 OS 애플리케이션을 로딩하기 위한 블루 박스 호환성 환경. 자바 가상 머신이었다. 사용자 인터페이스는 맥 OS 8의 플래티넘에 기반해 있었고, 작업장 관리자는 파인더와 거의 같은 기능에 넥스트스텝에서 가져온 몇가지 기능을 포함했다.
기존 클래식 맥 OS 소프트웨어를 구동하기 위한 랩소디의 유일한 해결책은 블루 박스다. 맥 OS X의 "숨겨진" 블루 박스와 다르게 랩소디의 블루 박스는 클래식 프로그램과 인터페이스가 그들의 자체적 레이어에서 작동했다. 새로운 운영체제의 모든 장점을 가져오기 위해서는 애플리케이션이 옐로 박스 API로 완전히 재작성되어야 했다. 랩소디에서 개발된 대부분의 프로그램은 맥 OS X로 전해졌으며, 맥 OS X는 카본, 퀵타임, 애플스크립트를 통해 기존 매킨토시 API와 기술을 사용할 수 있었다는 점이다.

## 릴리즈 역사
| 버전                   | 코드 네임       | 날짜             | OS 이름    |
| ---------------------- | --------------- | ---------------- | ---------- |
| 랩소디 개발자 릴리즈   | Grail1Z4        | 1997년 8월 31일  | 랩소디 5.0 |
| 랩소디 개발자 릴리즈 2 | Titan1U         | 1998년 5월 14일  | 랩소디 5.1 |
| 맥 OS X 서버 1.0       | Hera1O9         | 1999년 3월 16일  | 랩소디 5.3 |
| 맥 OS X 서버 1.0.1     | Hera1O9         | 1999년 4월 15일  | 랩소디 5.4 |
| 맥 OS X 서버 1.0.2     | Hera1O9+Loki2G1 | 1999년 7월 29일  | 랩소디 5.5 |
| 맥 OS X 서버 1.2       | Pele1Q10        | 2000년 1월 14일  | 랩소디 5.6 |
| 맥 OS X 서버 1.2 v3    | Medusa1E3       | 2000년 10월 27일 | 랩소디 5.6 |

## 같이 보기
- NeXTSTEP
- 맥 OS X 서버 1.0